# نقص تأكسج الدم
نقص تأكسج الدم (بالإنجليزية: Hypoxaemia)‏ هو مستوى منخفض غير طبيعي للأكسجين في الدم. أو بصورة أدق، فهو نقص الأكسجين في الدم الشرياني. لنقص تأكسج الدم أسباب عدة أبرزها أمراض الجهاز التنفسي، كما أن نقص تأكسج الدم يمكن أن يؤدي إلى نقص تأكسج الأنسجة لأن الدم لا يمدّ الجسم بكمية كافية من الأكسجين.

## الأسباب

### التهوية
إذا كانت تهوية الحويصلات الهوائية غير كافية فإن الحويصلات الهوائية ليس لديها ما يكفي من الأكسجين لتجهزه للجسم. هذه سيؤدي إلى نقص تأكسج الدم حتى لو كانت الرئة طبيعية. السبب يعود في هذه الحالة إلى تحكم جذع الدماغ بالتهوية أو عدم قدرة الجسم على التنفس بكفاءة.
أما عوامل التهوية فهي:

#### التحكم بالتنفس
يتم التحكم بالتنفس في النخاع المستطيل، ومن المؤثرات عليه:
- السكتة والصرع وكسر العنق.
- القلاء الاستقلابي، وهي حالة نقص ثنائي أكسيد الكربون في الدم
- بعض الأدوية مثل الأفيونيات
- انقطاع النفس النومي المركزي
- فرط التنفس الذي يتلوه توقف طويل عن التنفس

#### الحالة الصحية
- الاختناق، ويشمل انقطاع النفس الانسدادي النومي أو ملابس النوم التي تؤثر على الطفل كما في حالة متلازمة موت الرضع الفجائي
- تشوهات في تركيب الصدر مثل انحراف العمود الفقري والحداب
- الإعتلال العضلي الذي قد يؤدي إلى تحديد قدرة الحجاب الحاجز

#### الأكسجين البيئي
يحدث نقص تأكسج الدم عندما تكون نسبة الأكسجين منخفضة في الهواء، أو عندما يقل الضغط الجزئي للأكسجين فعندها تنخفض نسبة الأكسجين في الحويصلات الهوائية. وينتقل أكسجين الحويصلات الهوائية إلى خضاب الدم (الهيموجلوبين) الذي هو بروتين يوجد في كرات الدم الحمراء ويتحد بالأكسجين ليحمله عبر الدورة الدموية
- الإرتفاع
- الغطس
- الاختناق
- التخدير
- الهواء المنضب الأكسجين أيضا قاتل

### التروية الدموية
التروية الدموية مهمة لأجل إيصال الدم إلى الرئتين ونقل الأكسجين.

#### عدم التطابق بين التهوية والتروية الدموية
- الجهد البدني
- الشيخوخة
- أمراض مؤثرة على نسيج الرئة مثل التليف الرئوي
- أمراض تسبب الضائقة التنفسية الحادة مثل الانصمام الرئوي أو المزمنة مثل داء الإنسداد الرئوي المزمن.

#### التحويلة
التحويلة تشير إلى الدم الذي يجتاز الدورة الدموية الصغرى.
- تحويلات طبيعية:
  - تحويلة تشريحية مثل التي تحدث في الدورة القصبية. تحدث التحويلة بواسطة الشرايين القلبية الصغرى
  - تحويلة وظيفية والتي تحدث بسبب تأثير الجاذبية
- تحويلات بسبب أمراض:
  - إصابة الرئة الحادة ومتلازمة الضائقة التنفسية الحادة
  - تحويلات مرضية مثل القناة الشريانية المفتوحة ومسلك الثقبة البيضية